# Culex luzonensis
Culex luzonensis är en tvåvingeart som beskrevs av Sirivanakarn 1976. Culex luzonensis ingår i släktet Culex och familjen stickmyggor.
Artens utbredningsområde är Filippinerna. Inga underarter finns listade i Catalogue of Life.